# Железнодорожная линия Альбула
Железная дорога Альбула (Немецкий:Albulabahn; Итальянский: Ferrovia dell’Albula) — однопутная узкоколейная (1000 мм) железнодорожная линия, часть Ретийской железной дороги (RhB)., в кантоне Граубюнден, Швейцария. Она связывает Тузис в округе Хинтеррайн с курортом Санкт-Мориц в Энгадине (1,774 м над уровнем моря).
Строительство железной дороги Альбула было начато в сентябре 1898 года. Открытие состоялось 1 июля 1903, продлена до Санкт-Морица 10 июля 1904 года. 55 мостов и 39 туннелей делают эту 61,67-километровую линию одной из самых зрелищных узкоколейных железных дорог в мире.
7 июля 2008 г. железные дороги Альбула и Бернина (она также является частью RhB) были включены в список памятников Всемирного наследия ЮНЕСКО под названием Ретийская железная дорога в культурном ландшафте Альбулы и Бернины.
Самые известные поезда, следующие по железной дороге Альбула, — это Ледниковый экспресс и Бернина экспресс.

## История

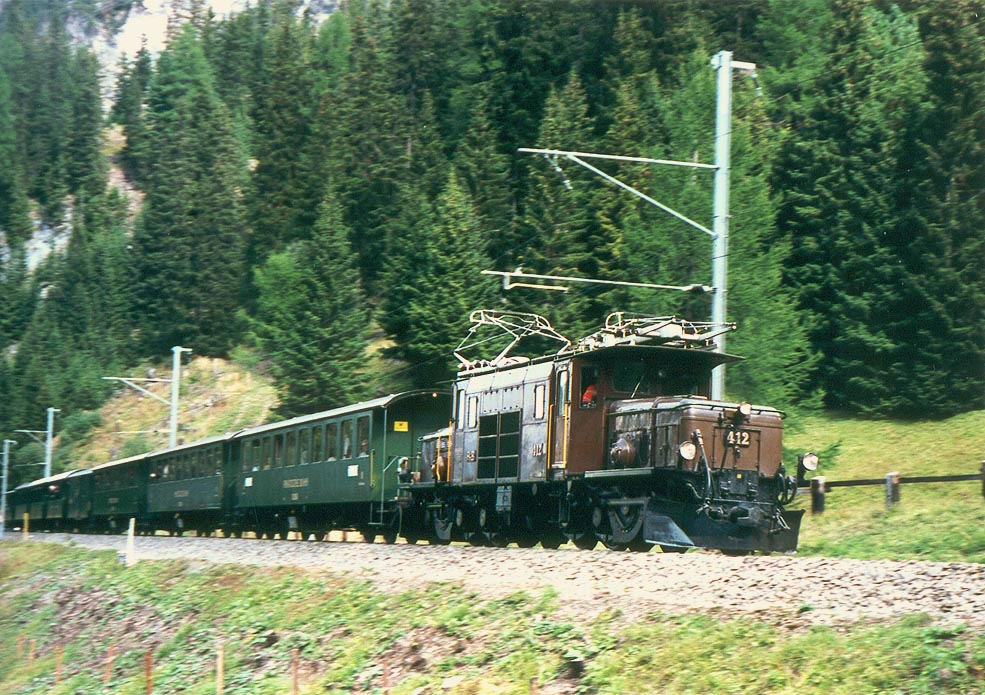
Исторический поезд возле местечка Преда

Вплоть до 1890 года юго-восток Швейцарии был чрезвычайно плохо охвачен железными дорогами. Альпийский транзит проходил по Готтхардской железной дороге, так что строительство трансконтинентальных железных дорог в Граубюндене казалось экономически нецелесообразным. Только успех железной дороги Ландкварт-Давос (LD) опроверг это мнение. В 1895 году LD изменила своё название на Ретийская железная дорога (RhB). Два года спустя, на референдуме, в Граубюндене было решено, что RhB перейдёт в собственность кантона. Эти два изменения создали благоприятные условия для быстрого строительства линий RhB по значительной части кантона.
В 1890 году в Давосе отельер Willem-Jan Holsboer предложил построить железнодорожную линию из Кура через Давос и туннель под перевалом Скалетта в г. Санкт-Мориц, а потом через перевал Малоя (Кьявенна, Италия). Позже ему пришлось отказаться от запланированной Scalettabahn в пользу маршрута через туннель Альбула. В 1895 году в Цюрихе Адольф Гайер-Целлер представил идею Восточной Энгадинской железной дороги, которая соединила бы Кур через Тузис, Энгадин и перевал Fuorn с Финшгау и Триестом. Целлер планировал построить линию стандартной европейской колеи. Она должна была пройти под Альбульскими Альпами через 12 — километровый тоннель от устья Валь Тиш в долину Инна ниже Бевера. Как Ofenbergbahn, Восточная Энгадинская железная дорога тоже должна была подключиться к Валь-Мюстаиру. 30 июня 1898 Федеральное Собрание в Берне решило начать строительство железной дороги Альбула и не строить другую железную дорогу европейской колеи через Юлийский перевал.
В 1896 г. насчитывалось всего 20 км железнодорожной линии европейской колеи в Граубюндене — и 90 км узкоколейных железных дорог. (Длина линий европейской колеи осталась неизменной и по сей день, не считая строительства новой промышленной линии от Кура до Домат / Ems.) Приоритет был отдан строительству железнодорожной линии к спа в Санкт-Морице, который в то время был в 14 часах пути на дилижансе от Кура, конечной станции европейской колеи.

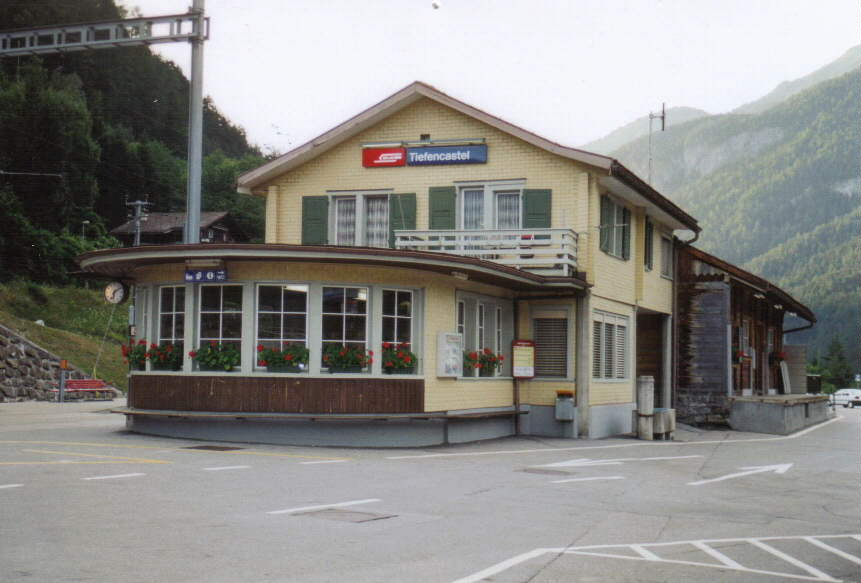
Станция Тифенкастель

После того как была построена линия до Тузиса из Кура, 15 октября 1898, началось строительство железной дороги Альбула. В отличие от Бернинской железной дороги, открытой десять лет спустя, и с самого начала полностью электрифицированной, железная дорога Альбула была паровой по своей концепции. Так как паровозы того времени были ещё не особенно мощными, и в целях обеспечения максимально возможной скорости, максимальные уклоны пути были ограничены 35‰, и также был установлен большой минимальный радиус кривой. Однако для этого требовались различные инженерные сооружения. Так, например, было построено очень много виадуков. Особенно проблематичным был подъём между Бергюн и Преда, где, на расстоянии 5 км по прямой, необходимо было преодолеть разницу в высоте более 400 м. Чтобы остаться в пределах максимального уклона, главный инженер проекта, Фридрих Хеннингс, спланировал маршрут, который удлиняет линию до 12 км. Два изогнутых тоннеля, три спиральных туннеля, и мосты позволили преодолеть эти проблемы, закрутив линию по долине.

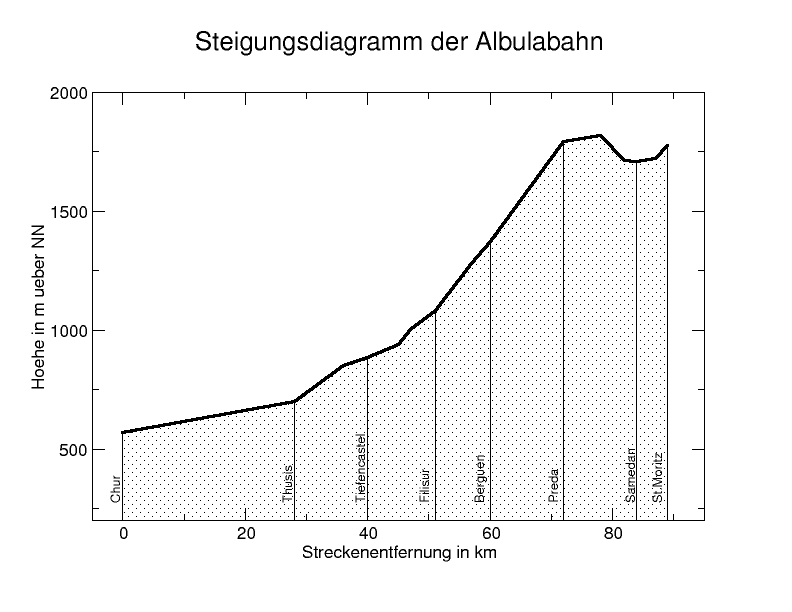
Схема высот железной дороги Альбула

Центральной частью линии стал 5866-метровый Альбула-тоннель, который проходит под водоразделом между Рейном и Дунаем в нескольких километрах к западу от перевала Альбула. Его максимальная высота 1820 м над уровнем моря, это второй по высоте тоннель в Швейцарии, после туннеля Фурка. Создание тоннеля было затруднено необычными проблемами, вызванными проникновением воды, и это привело к банкротству строительного подрядчика. Всего 1316 человек были вовлечены в строительство тоннеля Альбула, произошло 16 несчастных случаев со смертельным исходом с участием работников. В 03:00 29 мая 1902 произошла сбойка тоннеля в точке 3030,5 м от северного портала, и 2835 м, от южного.

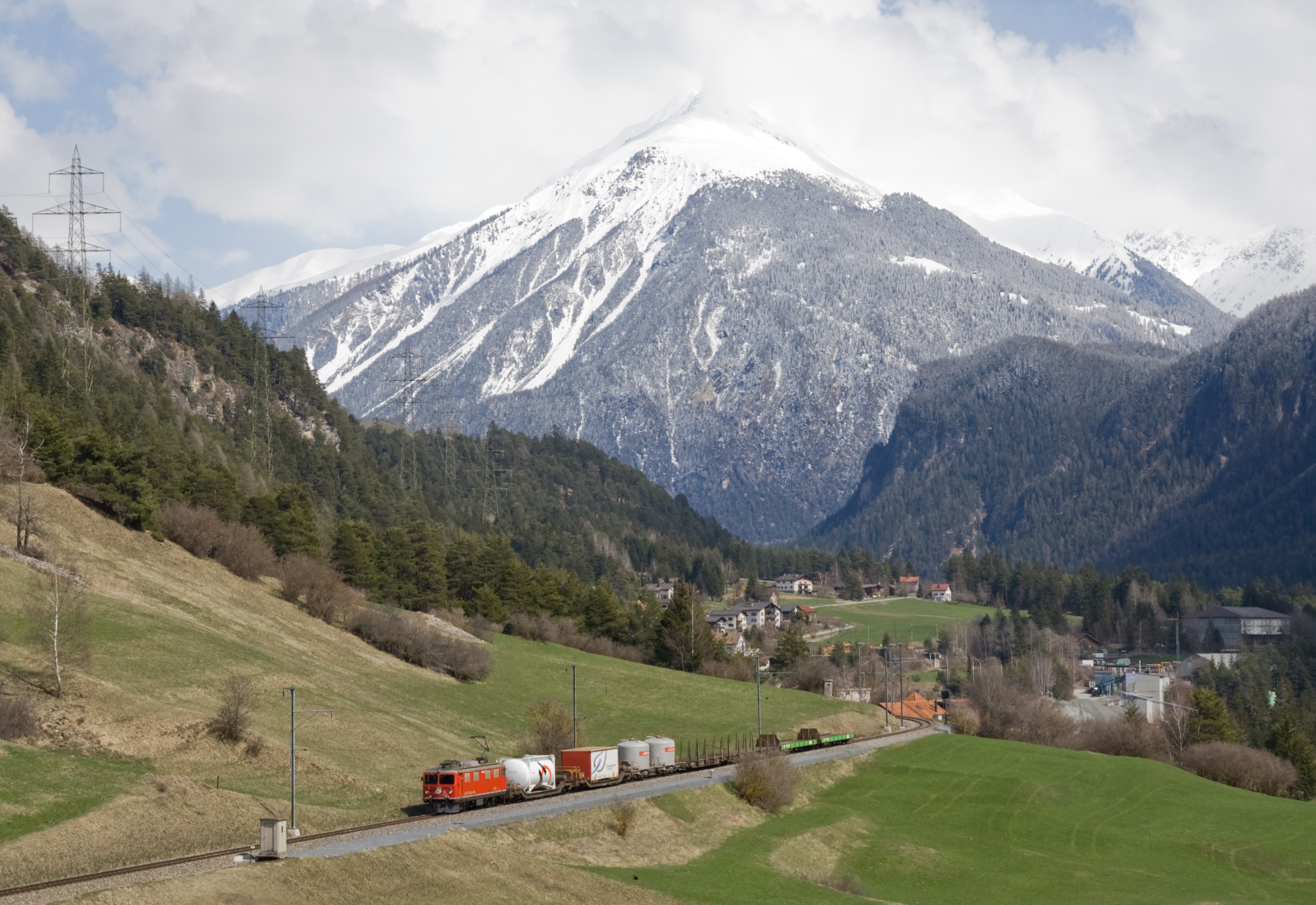
Грузовой поезд между Тифенкастель и Surava

1 июля 1903 года был открыт участок между Тузис и Селерина. Так как RhB и муниципалитет Санкт-Морица по-прежнему ещё не достигли соглашения по поводу места для вокзала Санкт-Морица, открытие 3-километрового оставшегося участка пришлось отложить до 10 июля 1904 года.
Нехватка угля во время Первой Мировой Войны побудила RhB электрифицировать линию. 20 апреля 1919 года была электрифицирована первая секция линии, между Бевер и Филизур. 15 октября 1919 года была электрифицирована секция до Тузис.
С 1930 года Ледниковый экспресс следует по железной дороге Альбула. Бернина экспресс был запущен после Второй мировой войны.
Тяговая подстанция в Бевере была модернизирована в 1973 году. Последовательные расширения разъездных путей на станциях удлинило их свыше 260 м (850 футов)м, (длина экспресс-поезда с 13 вагонами). В конце 1990-х годов RhB установил три коротких двухпутных участка — в Тузис, в Филизур и после Преда — это улучшило ежечасное движение поездов. Остальные части линии однопутные, как раньше, и по-прежнему в оригинальной конфигурации 1904 года.

## Аварии и инциденты
- 13 августа 2014 года, пассажирский поезд из-за оползня сошел с рельсов в Тифенкастель, Граубюнден. Одиннадцать человек получили ранения.

## Описание железной дороги
Железная дорога Альбула начинается в Тузис, где она соединяется с железной дорогой Ландкварт — Кур, построенной в 1896 году. За станцией Тузис линия пересекает Хинтеррайн, а также автобан А13, и входит в долину Альбула, которая, к востоку от Тузис, известна как Schinschlucht. Даже на этой части, линия проходит через множество мостов и тоннелей. После вокзала Solis, в 8 км (5,0 миль) км от Тузис, линия пересекает Альбулу в первый раз, по виадуку Solis высотой 89 м (292 футов) м, который является самым высоким мостом на Ретийской железной дороге.

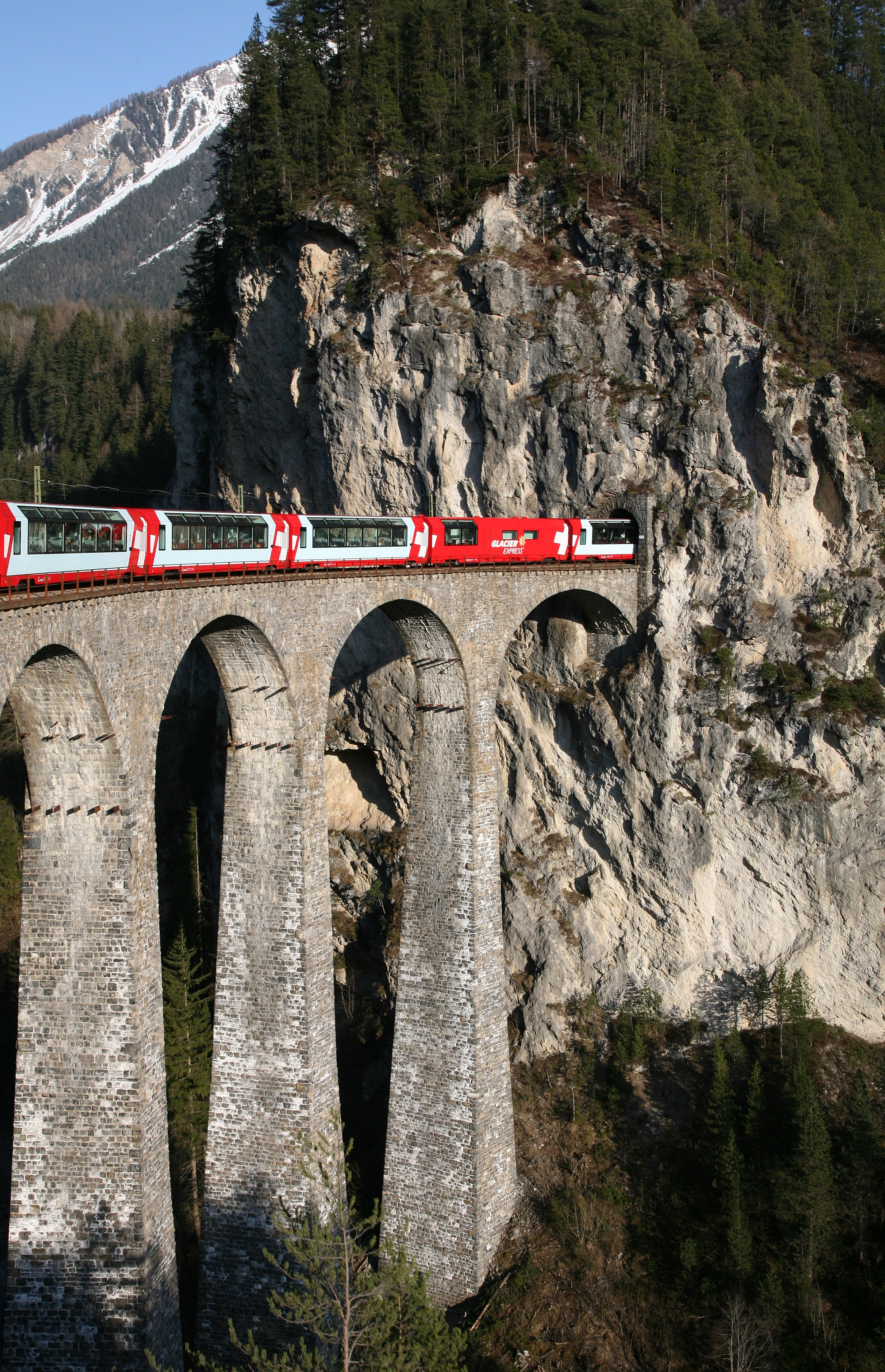
Панорамные вагоны, на виадуке Ландвассер возле Филизура

Между Тифенкастелем и Филизуром поезд пересекает виадук Шмиттентобель высотой 35 м и длиной 137 м (449 футов)м. Незадолго до Филизура поезд достигает одной из визитных карточек железной дороги Альбула и Ретийской железной дороги в целом — Виадука Ландвассер высотой 65 м, который по кривой радиусом 100 м (330 футов) ведет прямо в туннель через скалы.
Станция Филизур является узловой между железной дорогой Альбула и веткой от Давос-плац. Между станциями Филизур и Бергюн поезд поднимается на 292 м (958 фута)м, и проходит через первый спиральный тоннель. Следующий перегон, между станциями Бергюн и Преда, является самым технически сложным на железной дороге Альбула: для того, чтобы преодолеть перепад высот 417 м (1368 футов)м между Бергюном и Преда, расположенными в 6,5 км (4,0 миль)км друг от друга по прямой, не требуя чрезмерных уклонов или радиусов, маршрут был продлен до 12 км (7,5 миль)км при помощи различных инженерных сооружений (в том числе трёх спиральных тоннелей, двух изогнутых тоннелей и четырёх путепроводов, пересекающих долину). Благодаря этому линия пересекает сама себя два раза. Железнодорожные фанаты могут также просмотреть участок Бергюна-Преда с природной тропы, примыкающей к линии.
В деревушке Naz, возле Преда, линия пересекает небольшое плато, где расположен двухпутный участок длиной 1 км (0,62 миль) км. Сразу после станции Преда (самая высокая станция железной дороги Альбула (1,789 км над уровнем моря)) поезд входит в Северный портал тоннеля Альбула. Пройдя сквозь туннель и вокзал Spinas у южного портала, поезд спускается в Бевер. Здесь есть соединение с железной дорогой через Энгадин от Скуоль-Тарасп. На следующей станции, Самедан, отходит линия на Понтрезину. Бернина Экспресс уходит на эту ветку, которая соединяет железную дорогу Альбула и железную дорогу через перевал Бернина в Тирано, Италия. Ледниковый Экспресс идет по главной линии, через Селерина, в Санкт-Мориц.

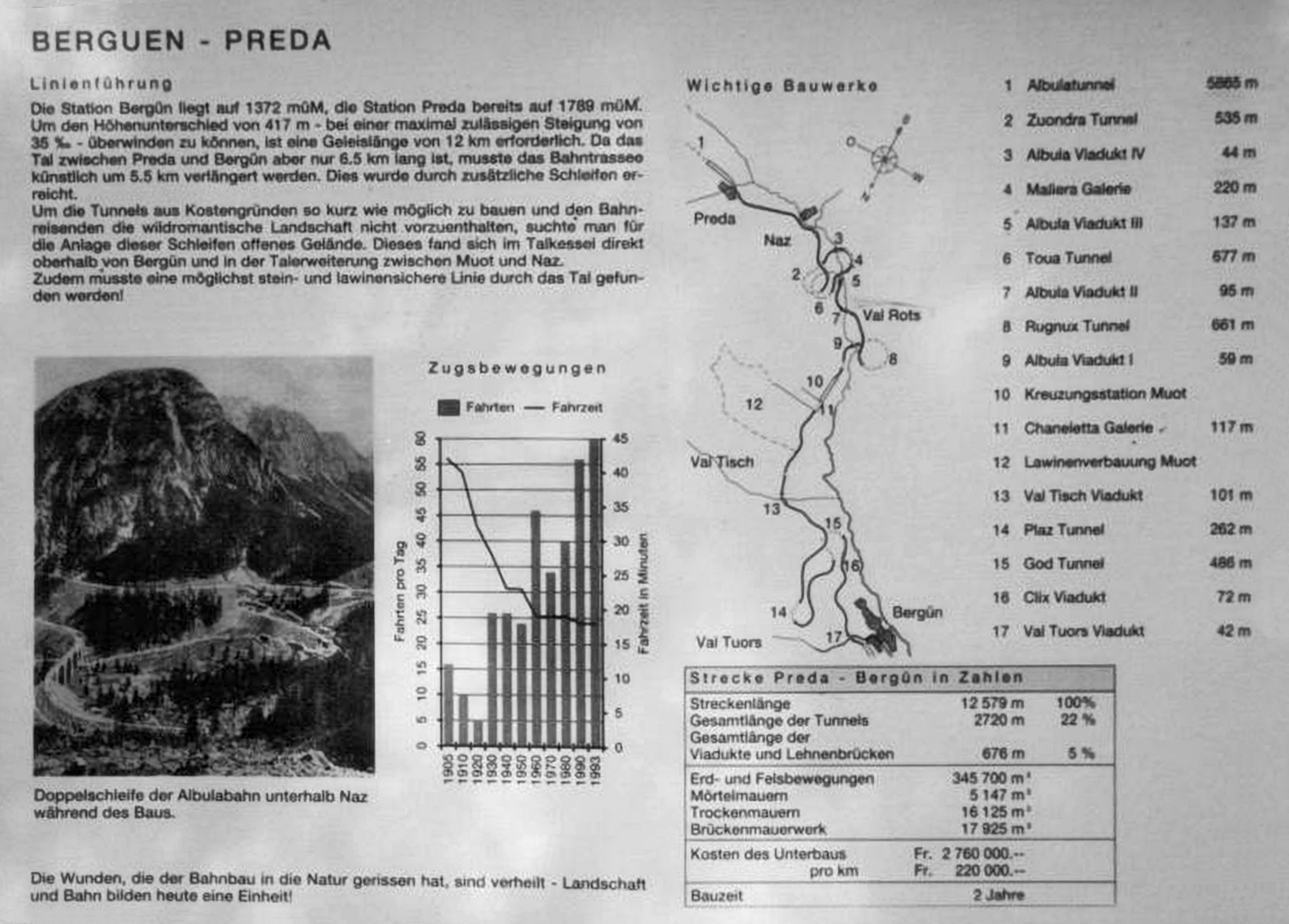
Карта участка Бергуне-Преда

Первоначально планировалось продлить дорогу через перевал Малоя, в Киавенна в Италии, где там было бы соединение с итальянской железнодорожной линией, идущей вдоль озера Комо в Милан. В свете этих планов, в Санкт-Морице станция была и остается построена как проходной вокзал. Пока планы линии по швейцарской стороне прорабатывались, на итальянской стороне ограничивались расплывчатыми заявлениями о намерениях. Первая мировая война и последующий экономический спад, не дали планам осуществиться. Сегодня перевал Малоя обслуживается трансграничной автобусной линией.

## Движения поездов

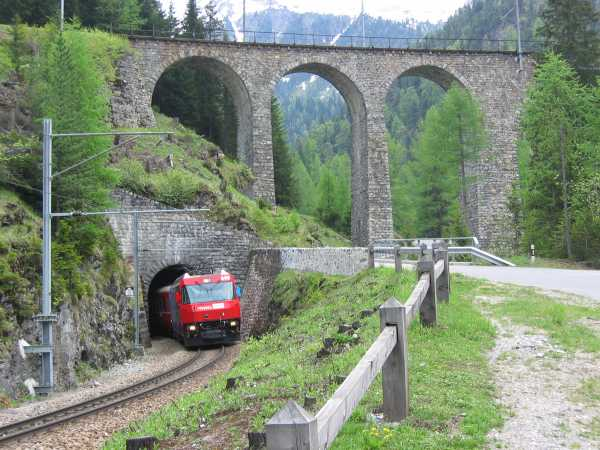
На участке Преда-Бергюн поезд покидает изогнутый туннель Toua вскоре после пересечения Виадука Альбула III.

Между городами Кур и Санкт-Мориц каждый день ходят скоростные ежечасные поезда RegioExpress. Они проходят участок Тузис — Сент Мориц за 1 час 34 минуты при средней скорости 39 км/ч. Эти поезда обслуживают только часть вокзалов, на других же станциях поезда уже перестали останавливаться с 1990-х годов. В Surava и Alvaneu некоторые поезда останавливаются в часы внепиковой нагрузки. К некоторым поездам прицепляются специальные туристические панорамные вагоны, для которых необходимы регистрация и доплата. Также по линии ходят специальные туристические поезда — Ледниковый экспресс из Цермата в Санкт-Мориц и Бернина экспресс из Кура в Тирано.

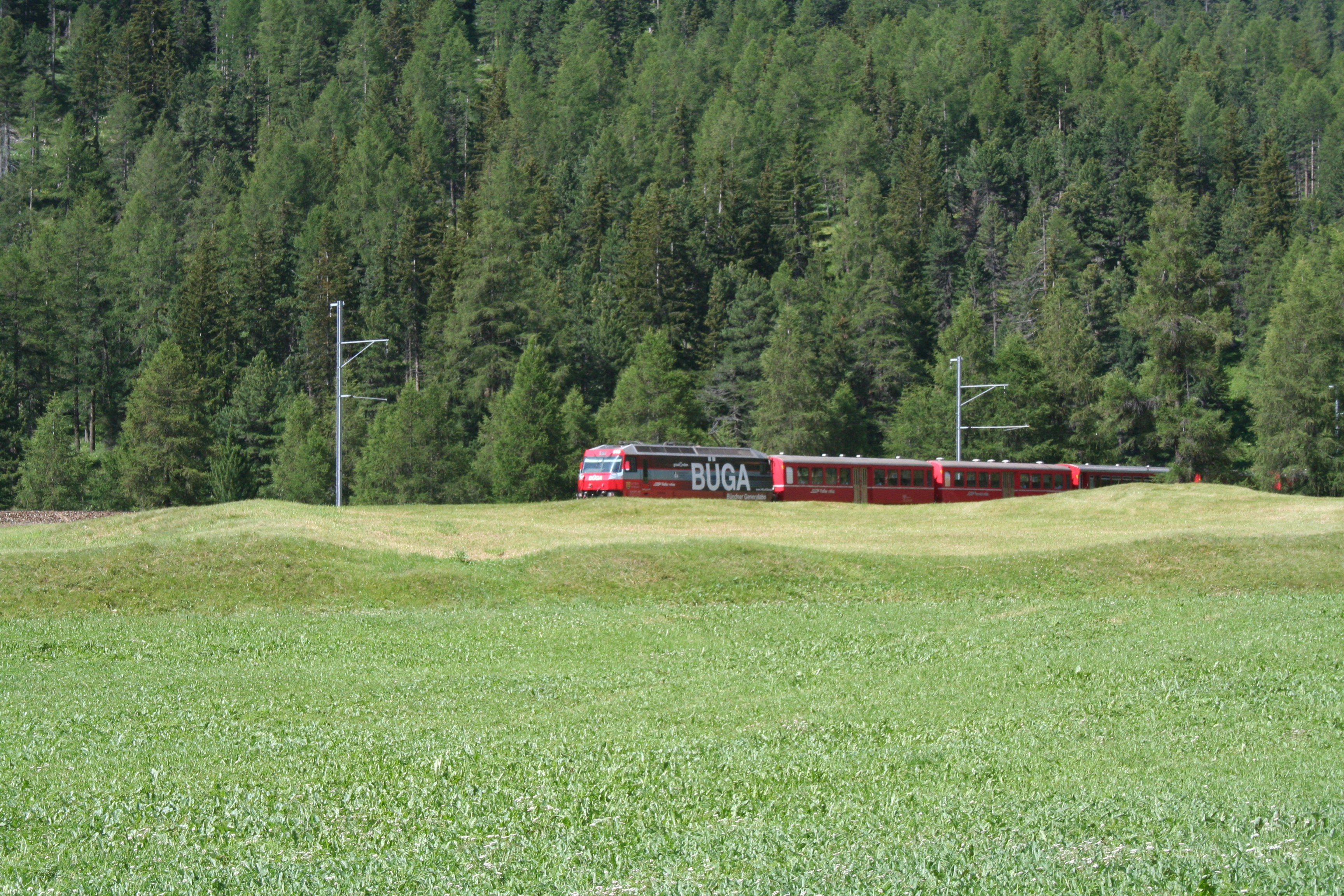
Поезд возле Бевер

На линии необычайно большое для узкоколейной железной дороги количество грузовых перевозок. Почти все станции на линии обслуживают грузовые поезда; на больших станциях есть (по крайней мере) один маневровый тепловоз. Наиболее важные грузы, перевозимые транзитом через линию — пиломатериалы, цемент и другие строительные материалы, минеральные масла и пищевые продукты.

## Изображения

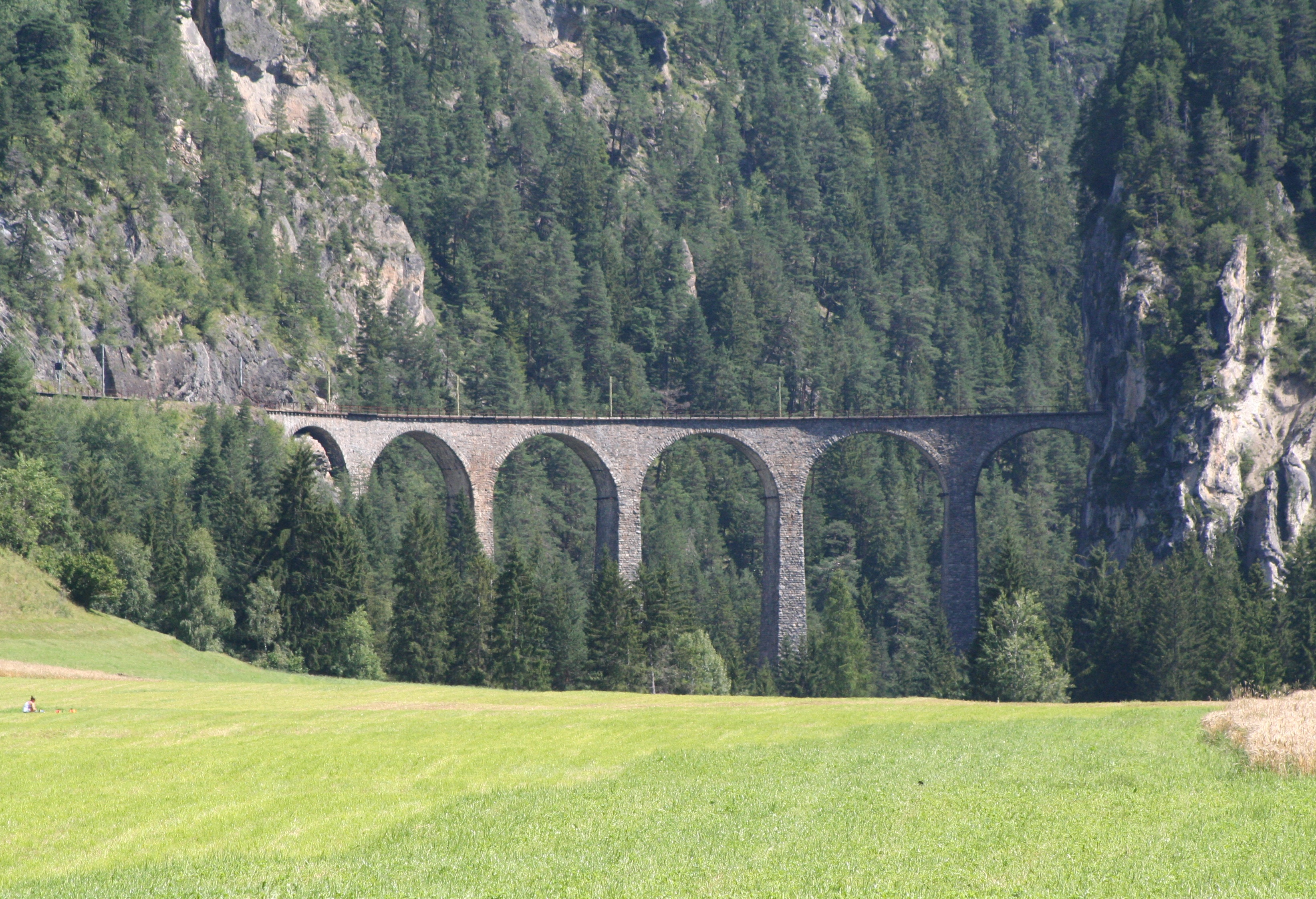
Виадук Ландвассер.
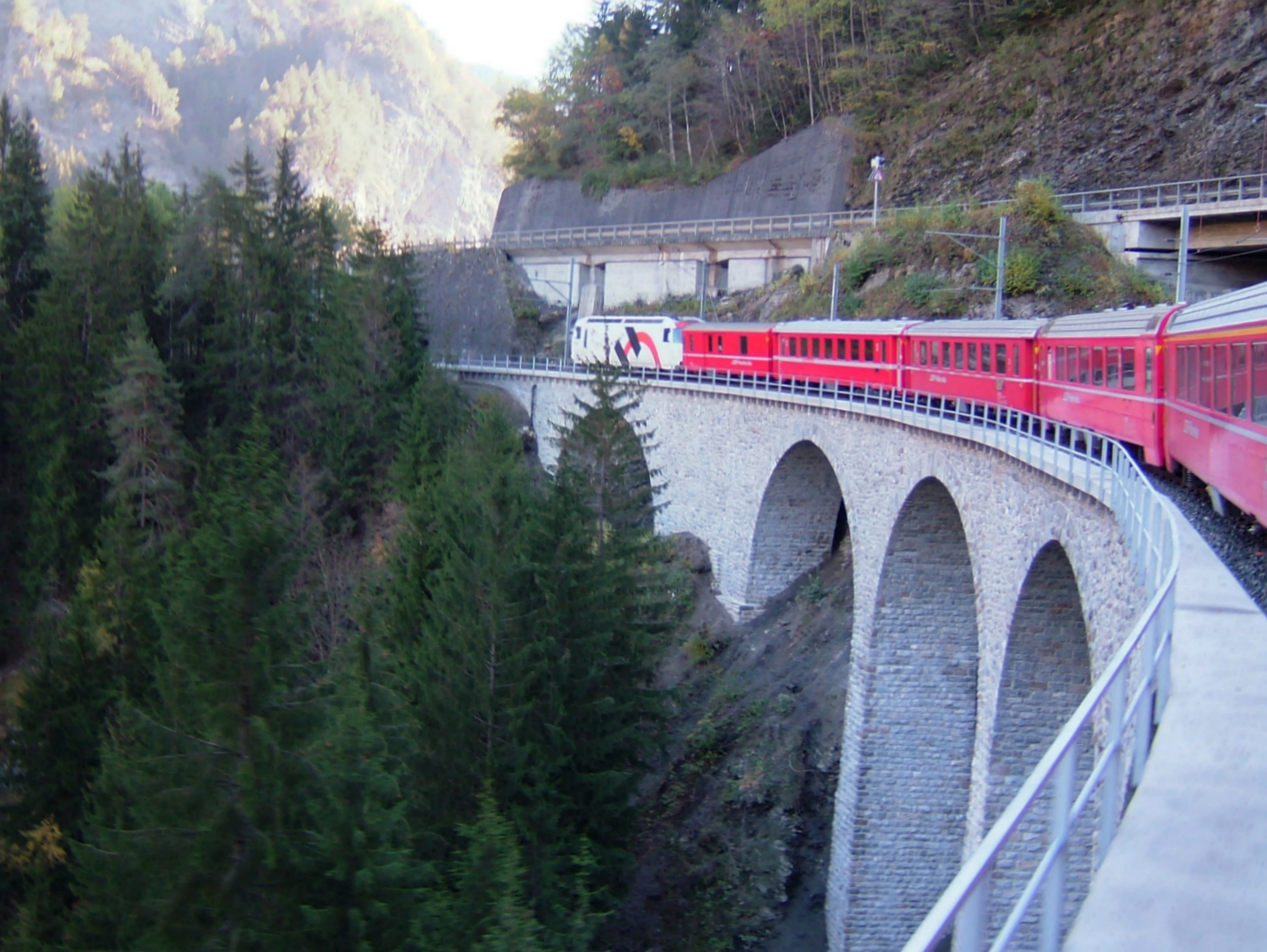
Поезд между Thusis и Tiefencastel
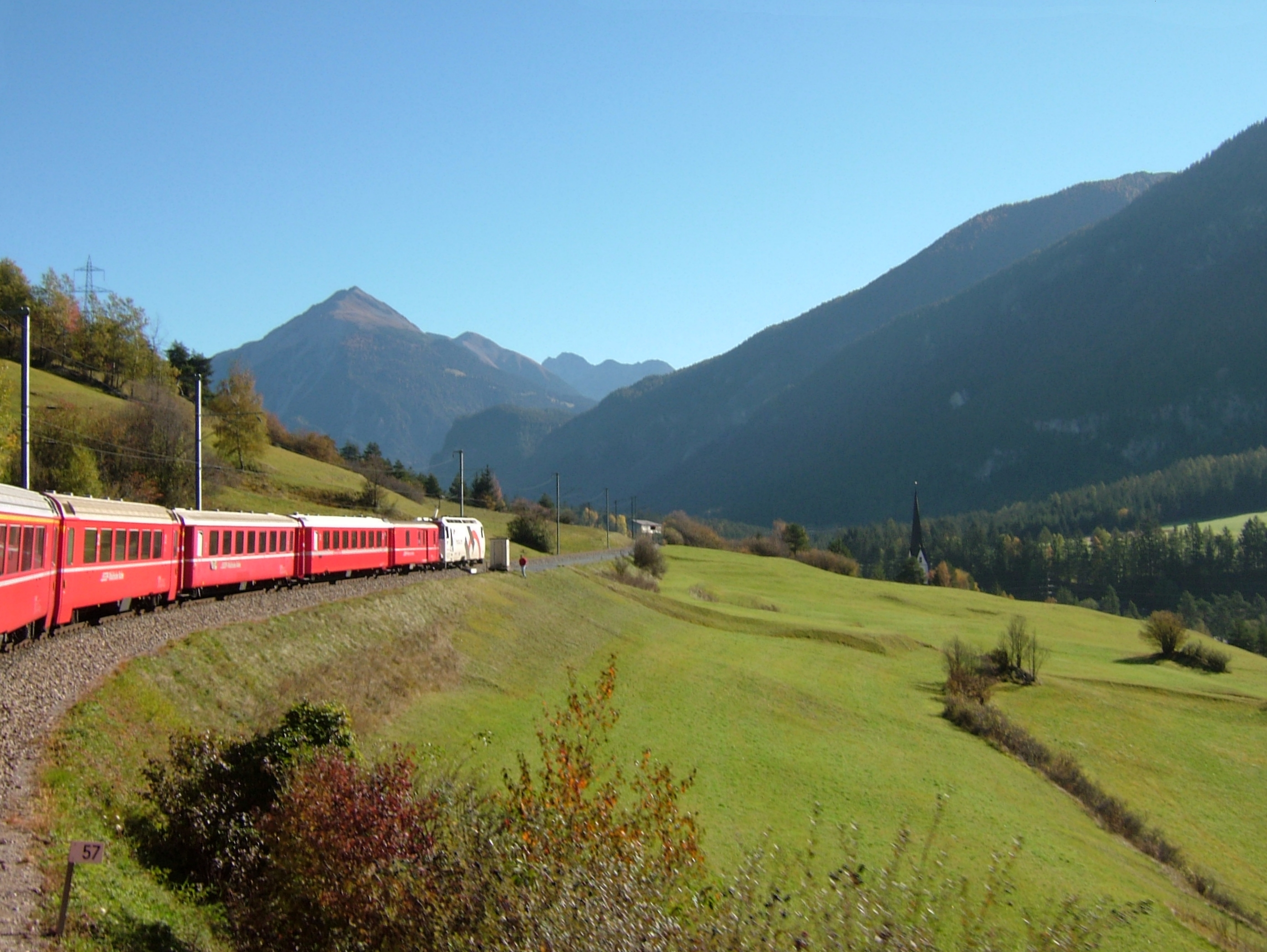
Поезд между Tiefencastel и Filisur
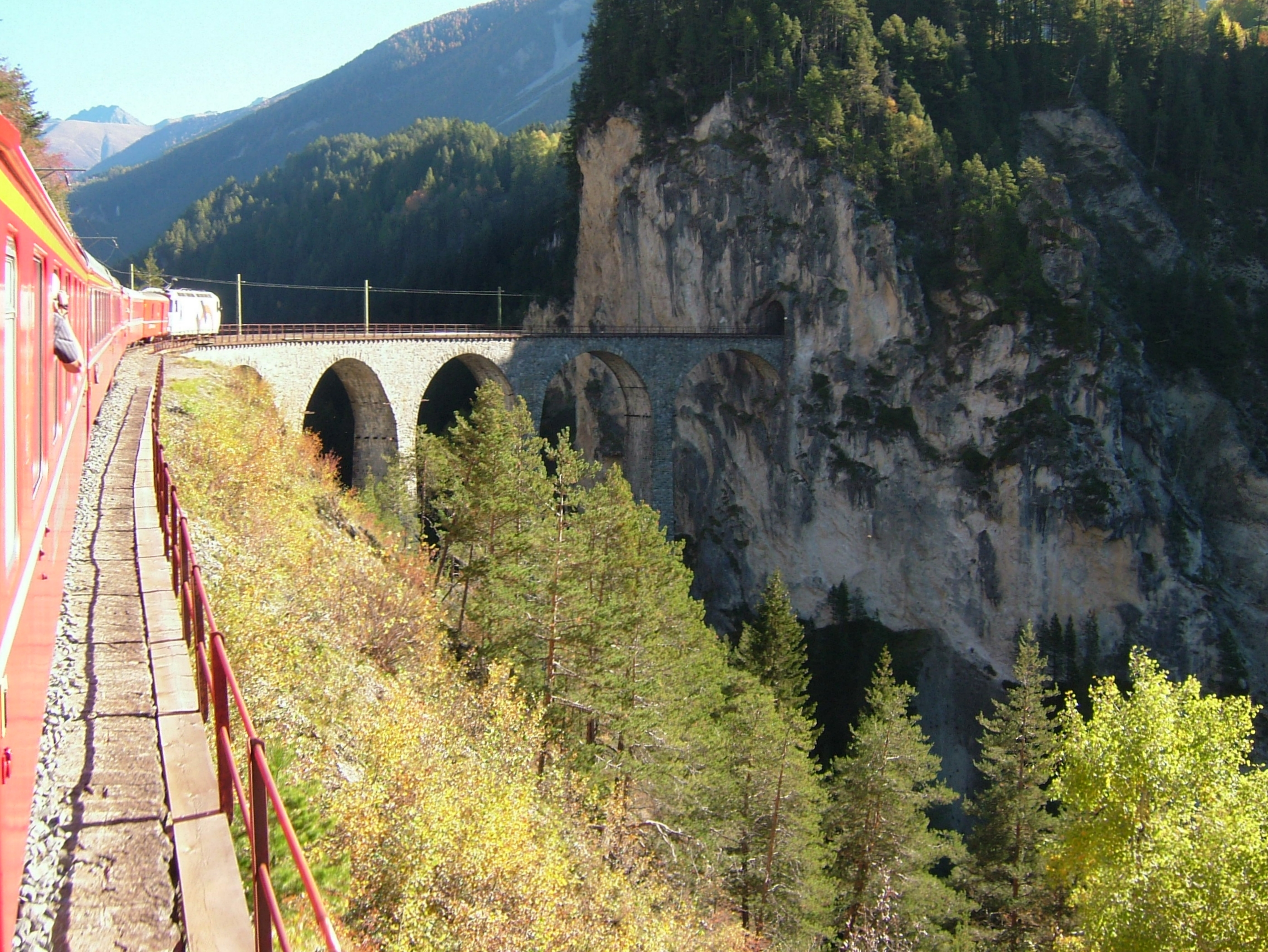
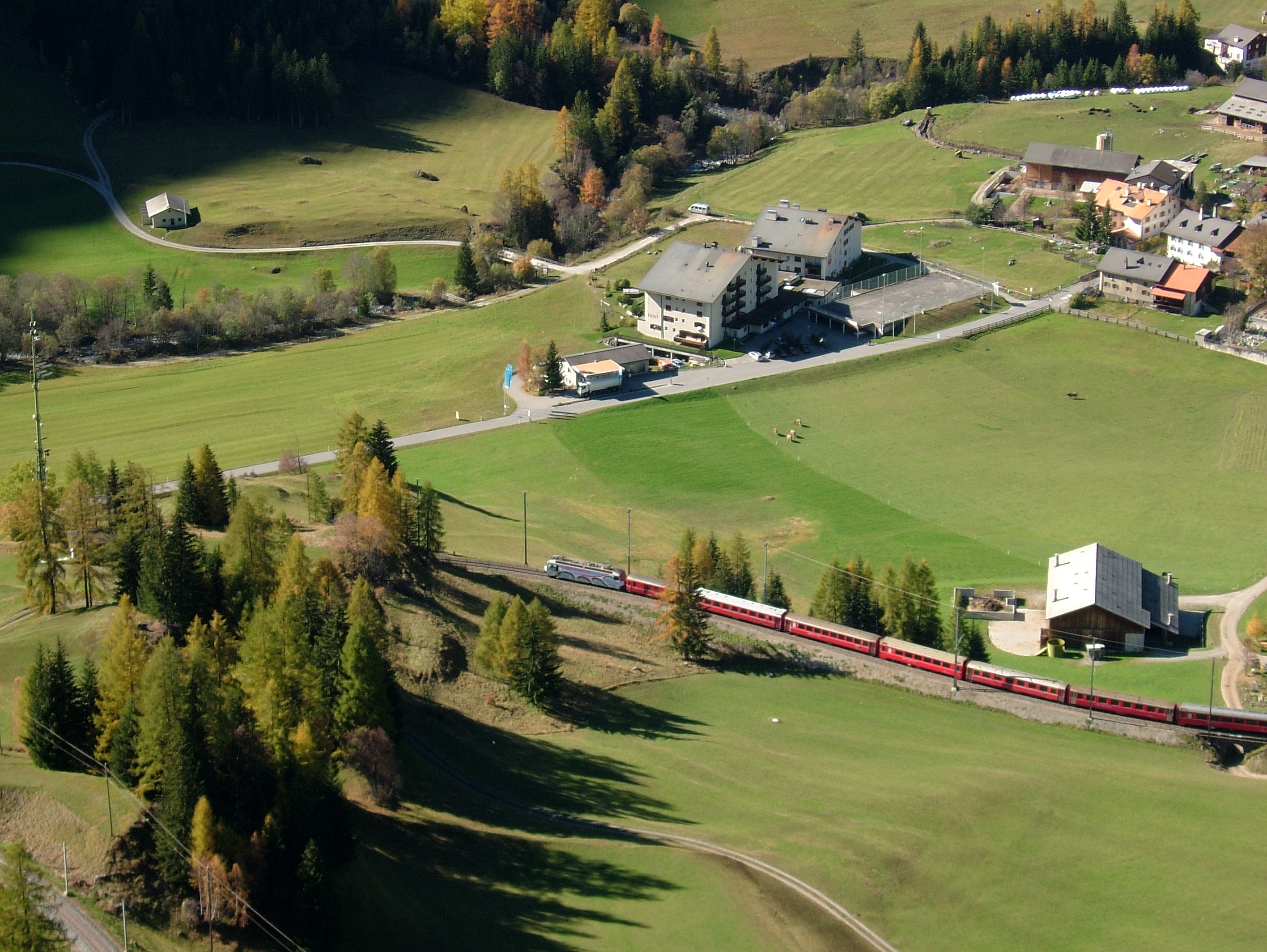
Петля у Бергюна.
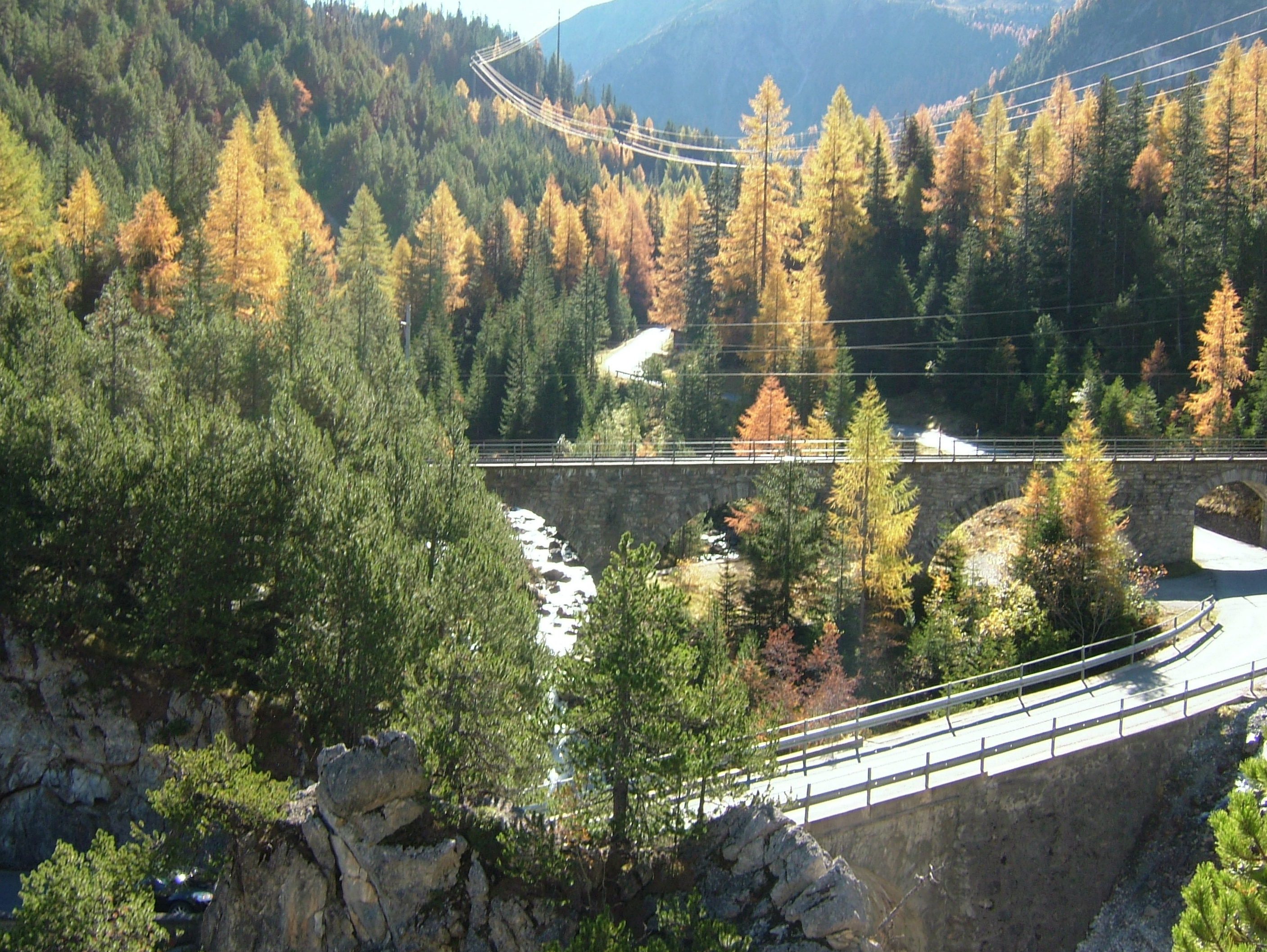
Перегон Бергюн-Пледа
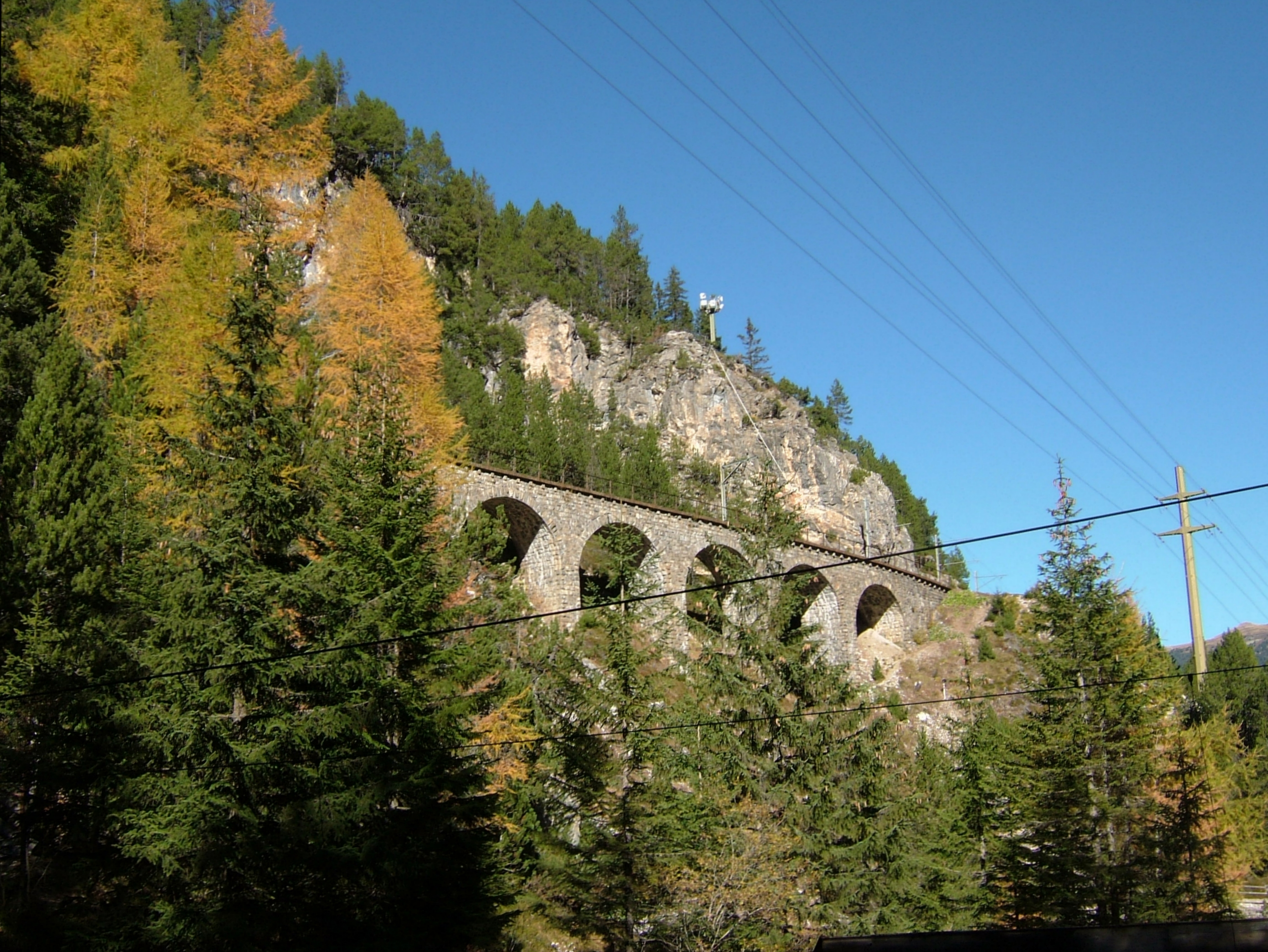
Перегон Бергюн-Пледа
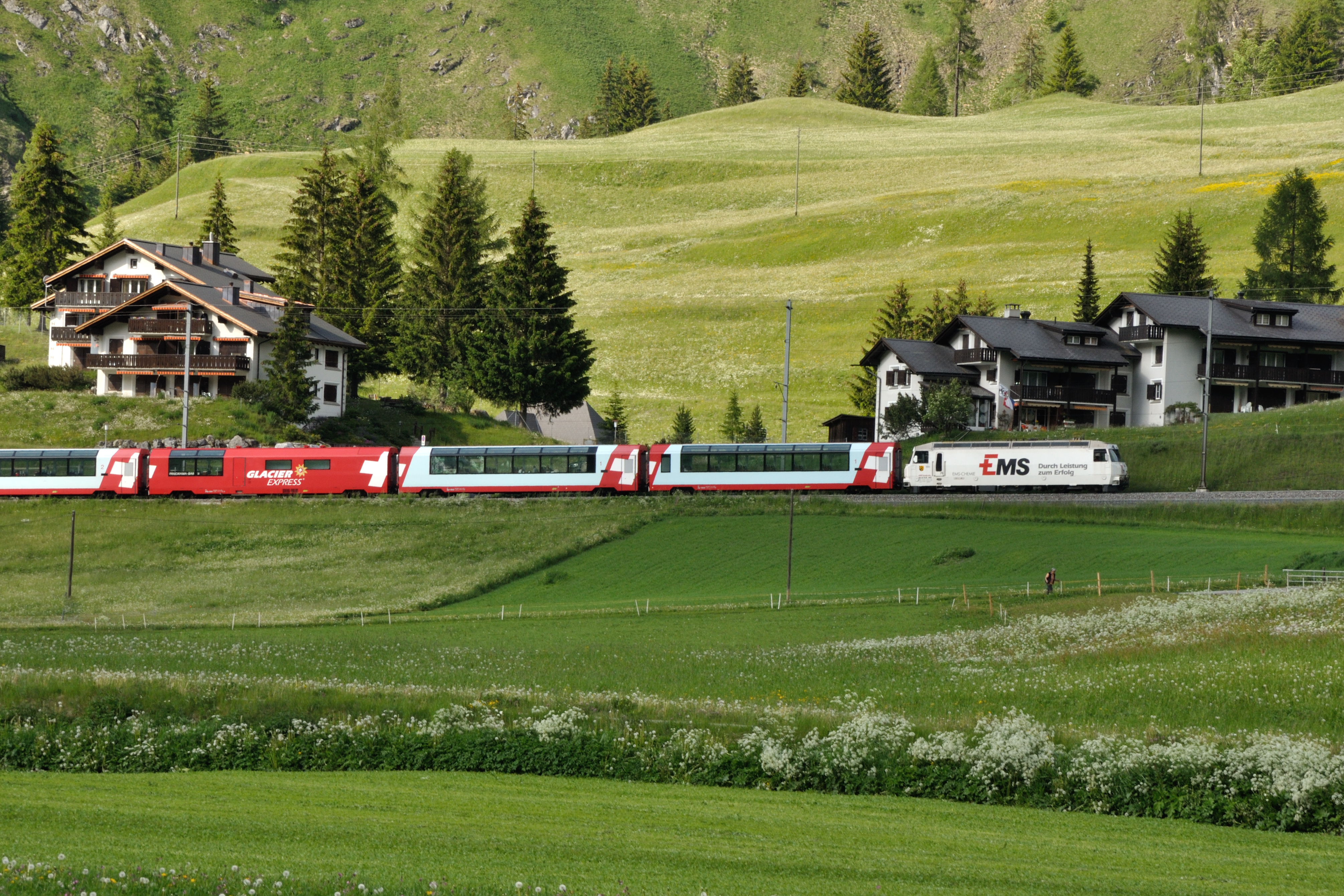
Ледниковый экспресс.
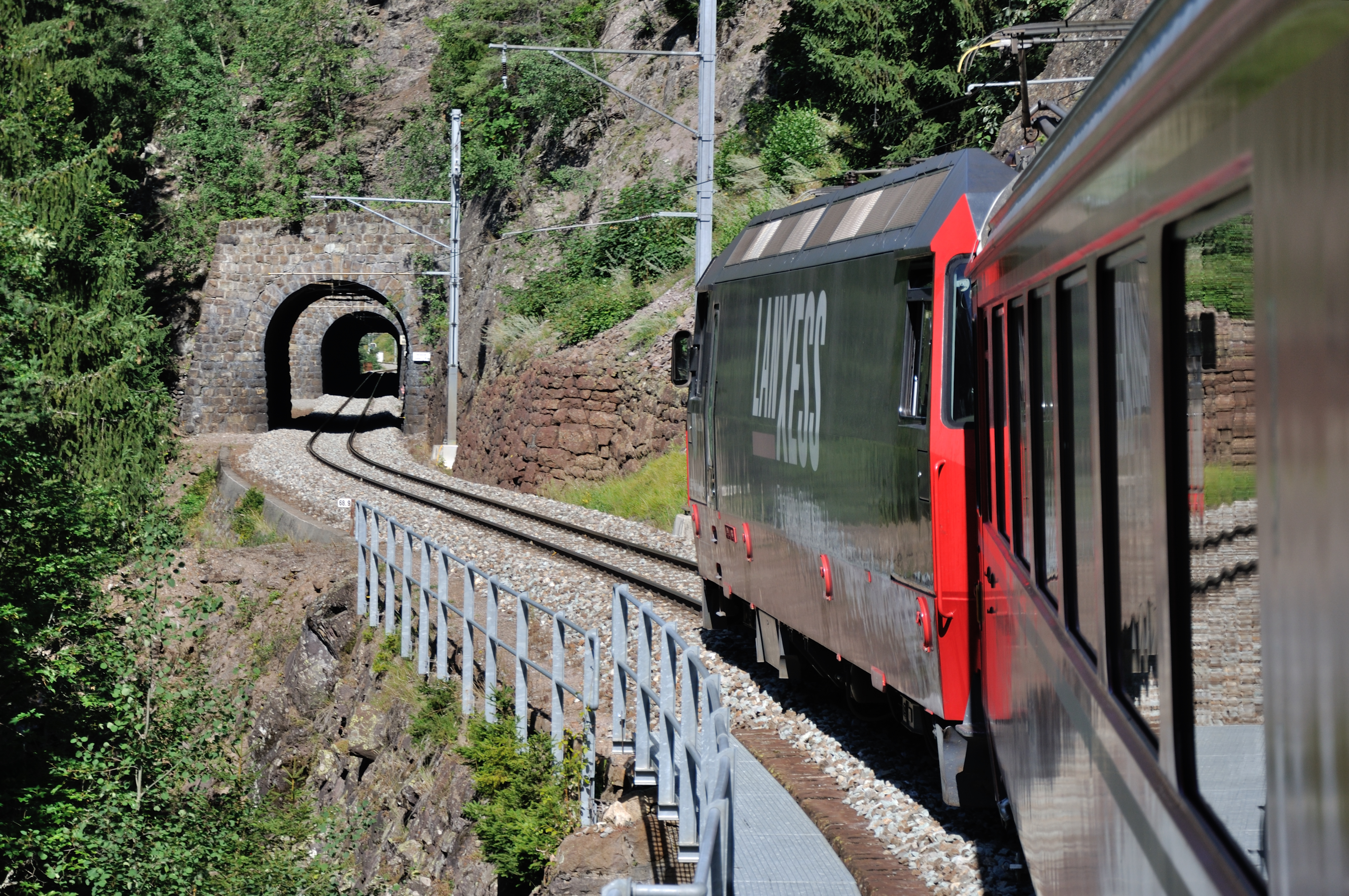
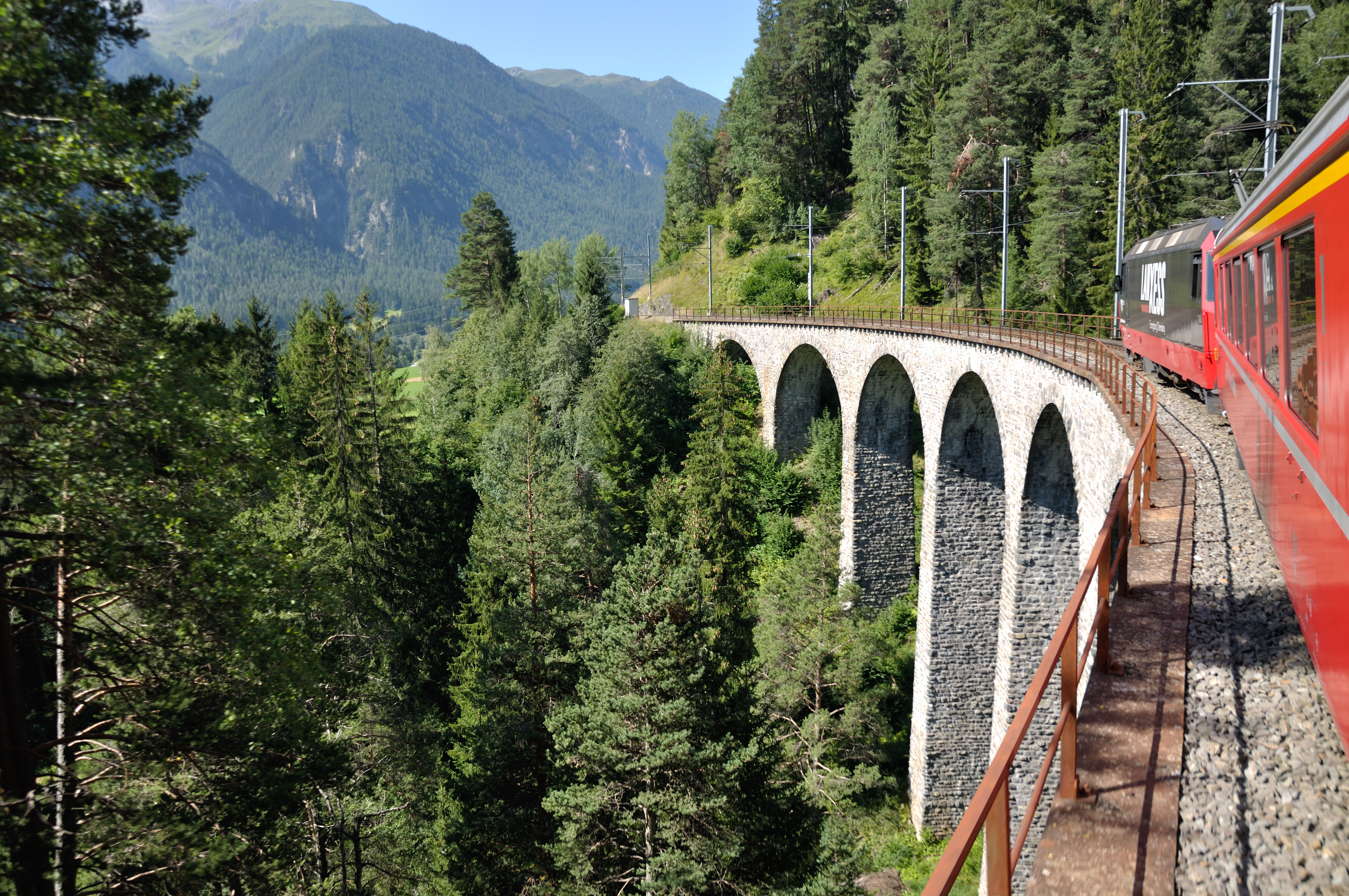
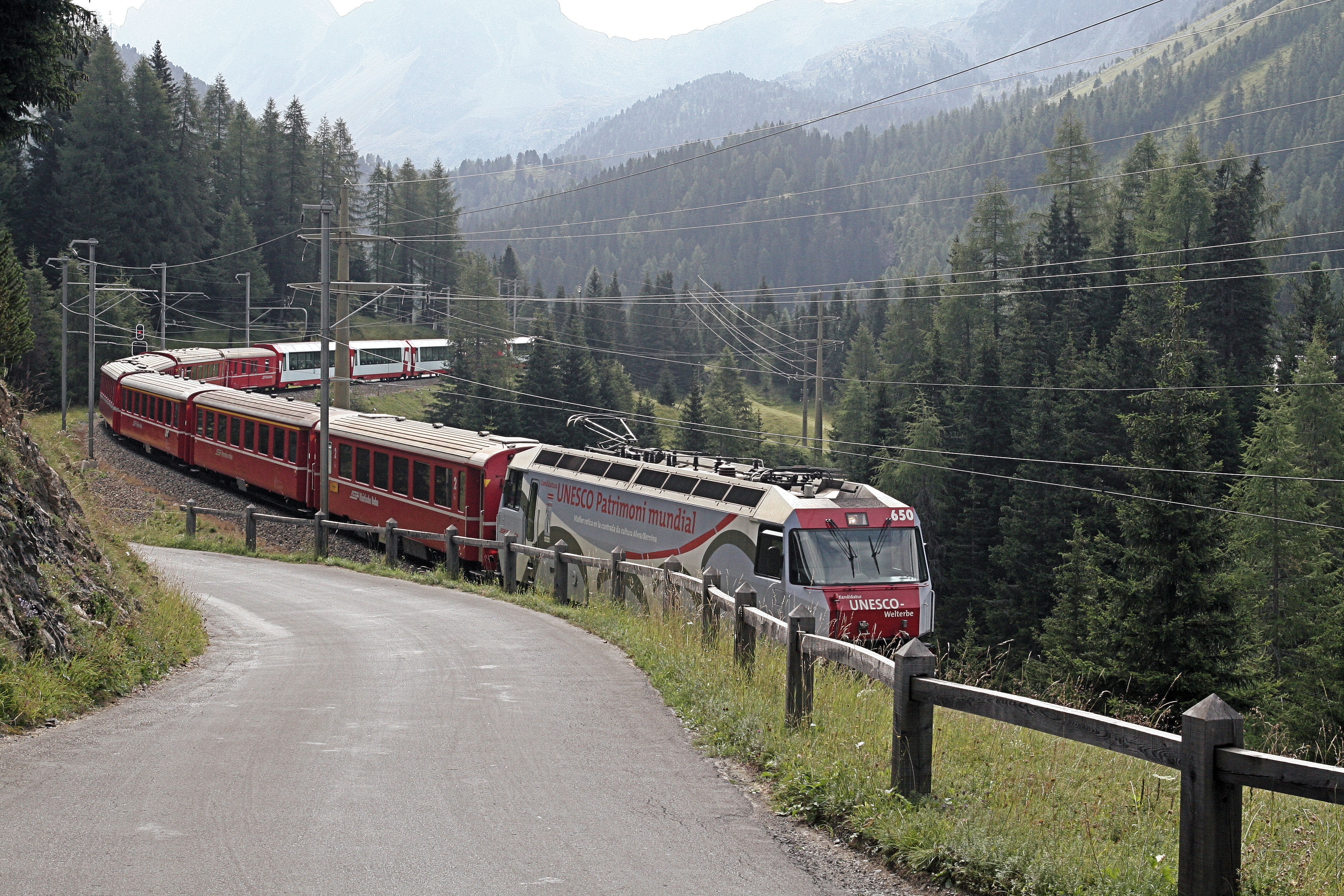
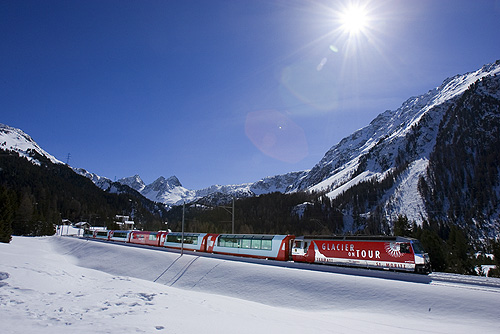
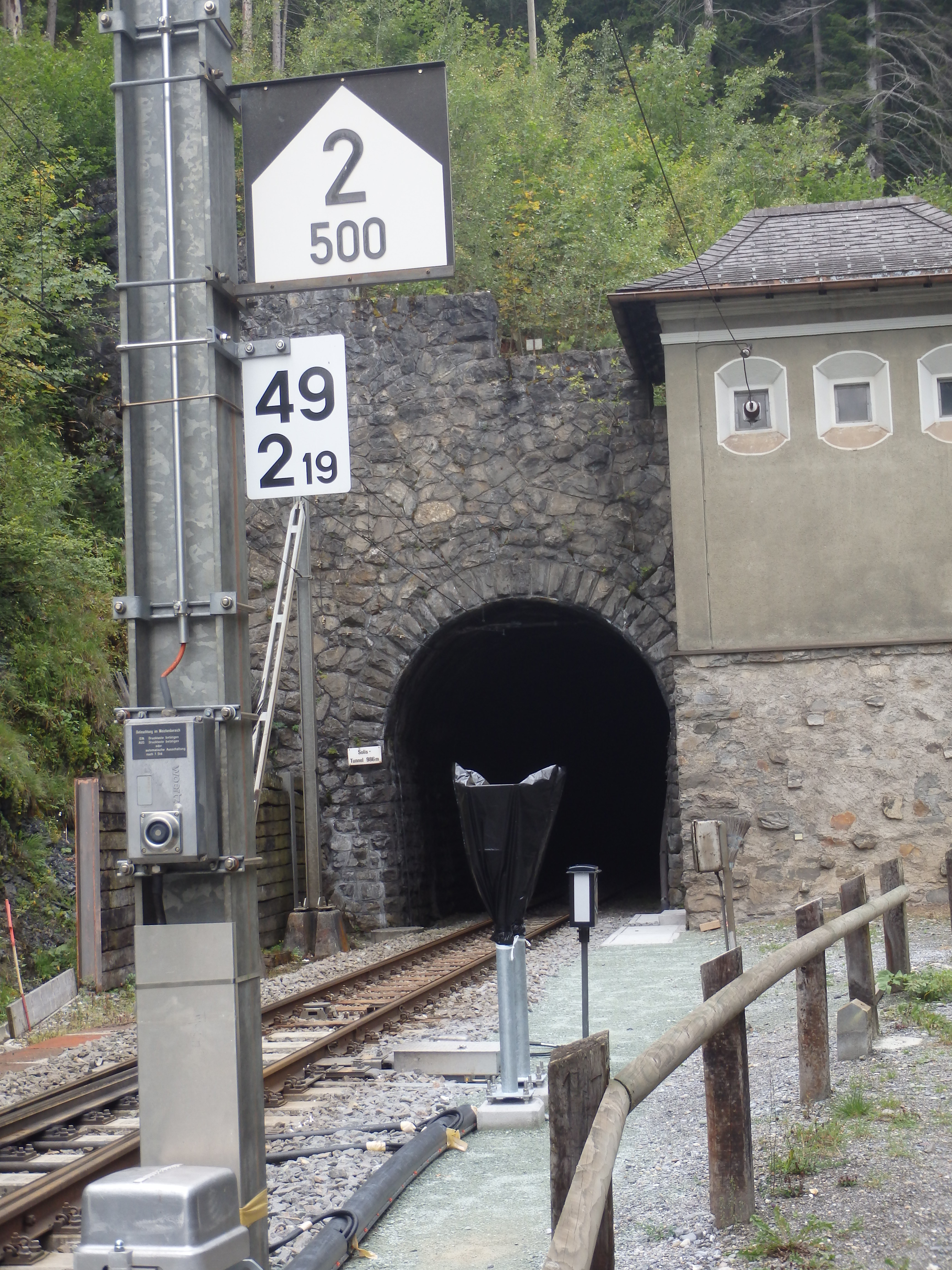
Южный портал Альбула-тоннеля
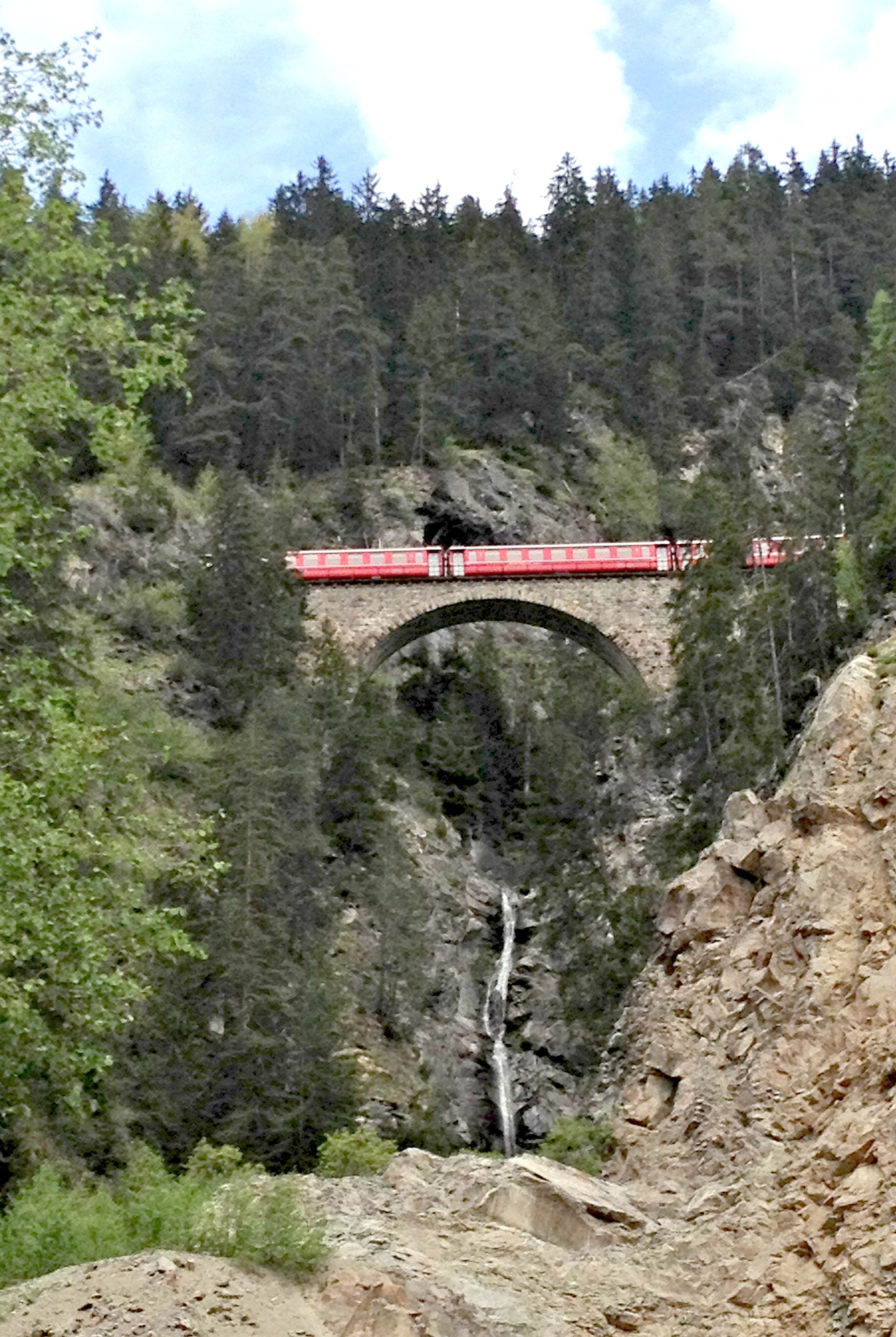
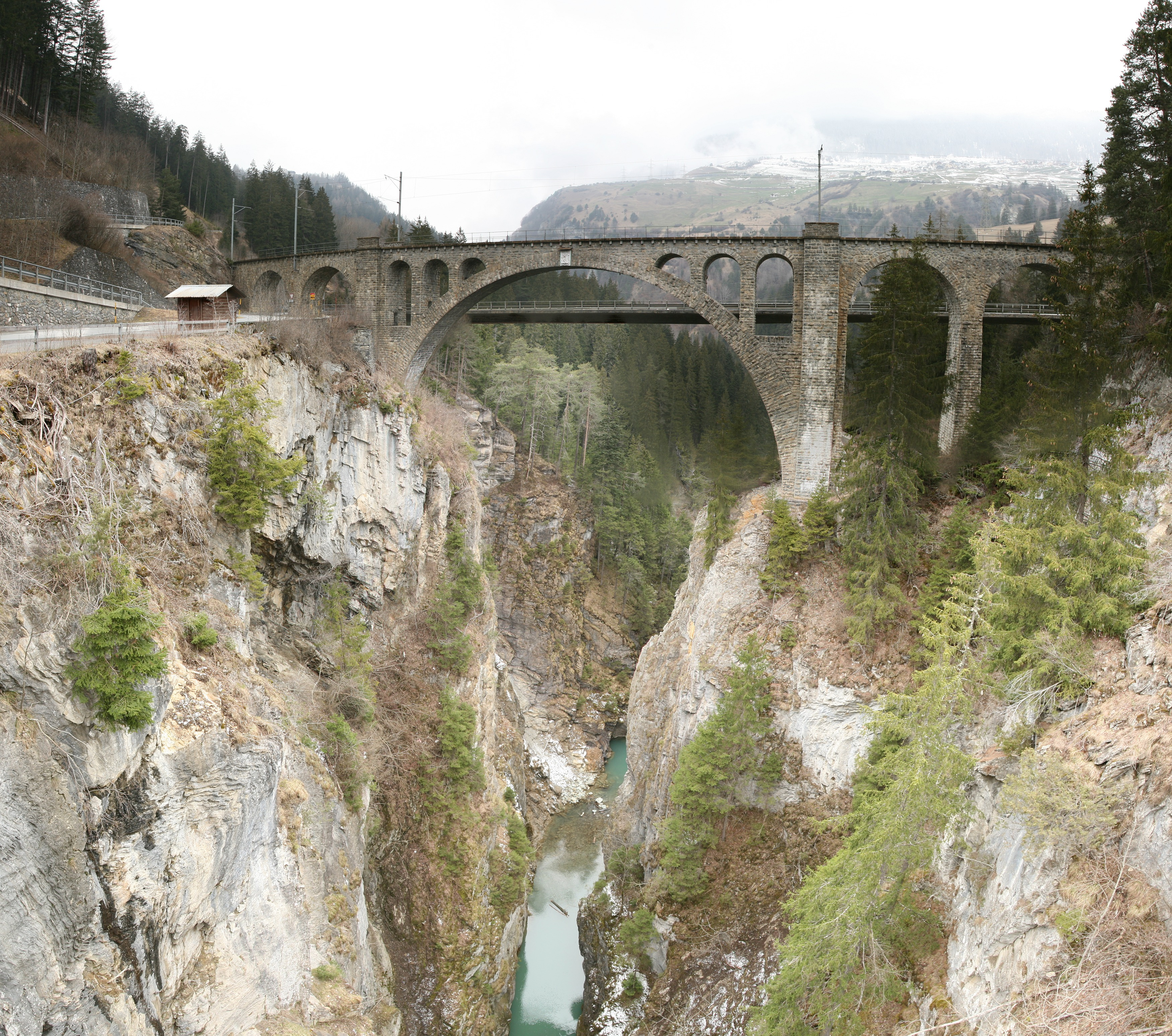
Виадук Solis